# Carcelia dentata
Carcelia dentata là một loài ruồi trong họ Tachinidae.